# 正規化概念分析
正規概念分析是一種將物件概念和其屬性自動依造本體論進行分析的方法。這個詞彙最早是由Wille於1984所提出。它應用了格理論將物件和其所對應的屬性互相關聯。所應用到的格理論則是由Birkhoff等人於1930年代所發展的。

## 簡介
正規概念分析是個非監督式機器學習技巧和資料分析方法。透過正規概念分析建立一個概念點陣，可以將所有的正規概念組織起來。這個點陣是由一群"自然"物件和"自然"屬性所組成。